# 안개 수집기

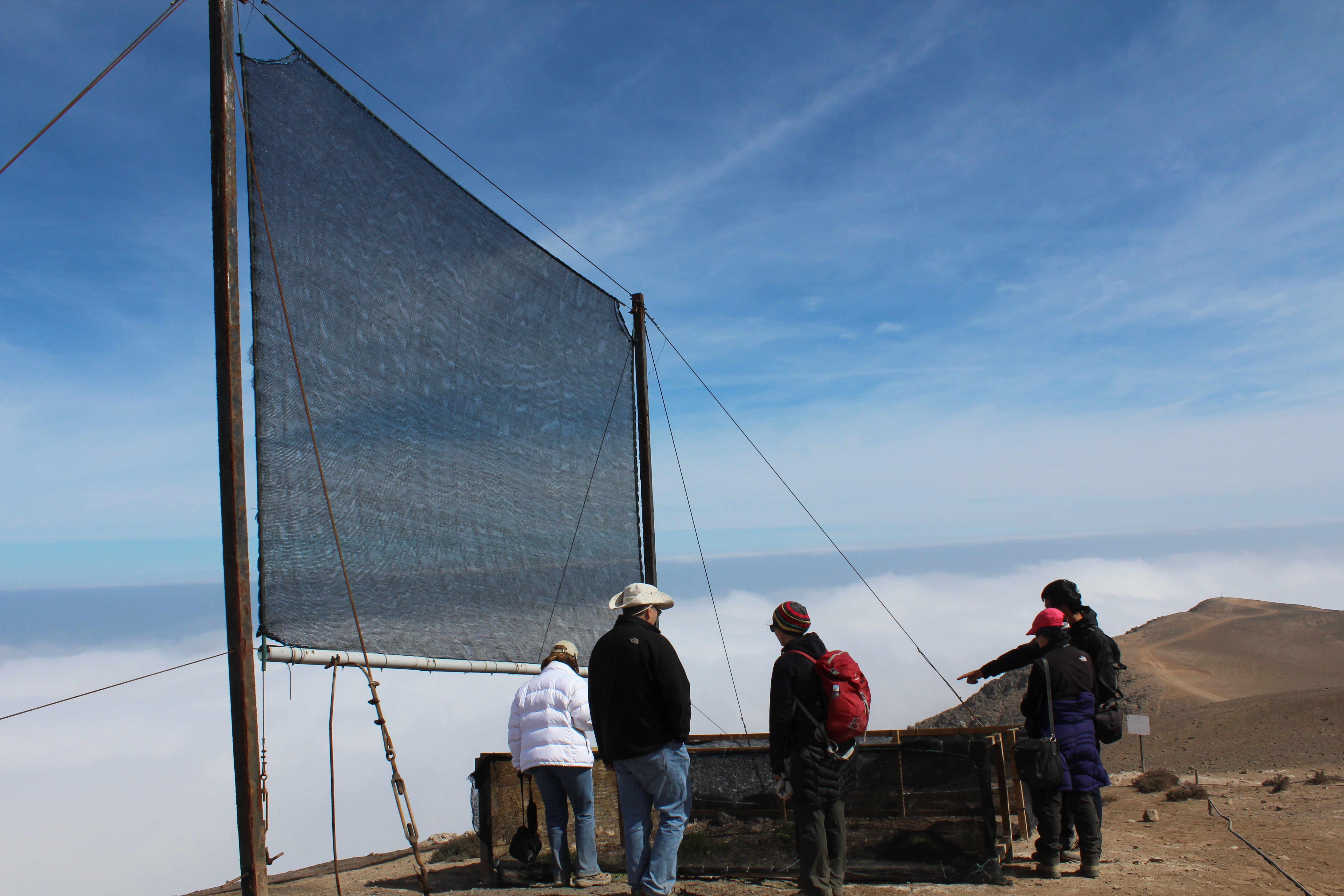

안개그물( 안개수집)은 가는 메쉬를 사용해 안개에서 물을 얻어내는 장치이며 수직으로 걸린 메쉬 그물, 틀, 물통으로 구성된다. 물은 평행하게 배열된 선의 위에 응축되어 바닥으로 떨어진다. 안개 그물은 따로 에너지를 공급할 필요가 없으며 기온 변동을 통해 자연적으로 촉진된다. 울타리와 비슷한, 길다란 직사각형 모양을 띄어 안개 울타리라고도 불리지만, 안개 그물은 이러한 유형의 구조물에 국한되지 않는다. 안개 그물의 효율성은 그물의 재질, 구멍과 선의 크기, 화학적인 코팅이 좌우한다. 효율적인 안개 수집기는 공기 중에서 10%까지의 수분을, 비효율적인 수집기는 2% 정도의 수분을 수집한다. 이상적인 위치는 안개가 흔히 발생하여 안개 수집기의 생산량이 최고에 달하는, 차가운 해안 기류 근방의 건조한 고지대이다.
역사
인류가 본격적으로 안개 수집 기술을 활용하기 전부터 곤충, 나무 따위가 안개를 수집하여 물을 얻고 있었다. 나미브사막풍뎅이는 친수성 영역과 소수성 영역이 번갈아 나타나는 무늬를 가진 날개를 통해 응축된 물을 섭취하여 생존한다. 캘리포니아 레드우드는 제한된 강우량과 이파리에서 응축되어 뿌리 체계로 떨어지는 물방울만으로 살아갈 수 있다. 사람이 안개 수집기를 만든 최초의 사례는 잉카 제국 시절에 있었는데, 레드우드 밑에 양동이를 몇 개 두어 떨어지는 물을 받았다.
현대적인 안개 수집기는 1900년대에 최초로 연구되었다. 안개 수집에 관해 기록된 최초의 사례 중 하나는 남아프리카에서 1969년에 공군 기지에서 물을 얻을 수단으로서 진행되었다. 프로젝트는 넓이가 각각 100 평방미터인 두 개의 그물로 구성되었다. 이것들은 14개월의 실험 기간 동안 하루에 평균 11리터씩 물을 생산했으며, 이는 1 평방미터 당 0.05리터를 생산한 것이다. 이후에 1987년에 폰티피컬칠레가톨릭대학교와 캐나다의 국제개발연구센터에서 대규모의 연구를 진행하였다. 이탈리아 북부에 100개의 48 평방미터의 안개 수집기가 설치되었다. 프로젝트는 평균적으로 평방미터 당 0.5 

## 이론
안개는 일반적으로 입방미터 당 0.05에서 0.5 그램의 물을 함유하며, 안개방울의 직경은 1에서 40 마이크로미터에 달한다. 물방울은 천천히 내려앉으며 바람에 따라 움직인다. 안개 수집기는 효율을 높이기 위해 탁월풍과 마주보게 배치해야 하며, 바람이 단단한 벽과도 같은 저항에 맞닥뜨려 그 앞에 머물며 안개 물방울이 쉬이 응축될 수 있도록 미세한 메쉬여야 한다.
안개의 물방울은 메쉬 위에 놓인다. 양쪽의 메쉬가 서로 마찰하여 물방울이 응집되고, 메쉬의 바닥으로 떨어져 수집된다.

## 구성 요소
안개 수집기는 주로 틀, 메쉬 그물, 수로나 수조의 세 가지 요소로 구성된다.
틀은 메쉬 그물을 지탱하며, 스테인리스강 막대기부터 대나무에 이르는 다양한 재질과 형태로 만들 수 있다. 추천되는 형상은 선형과 원통형이 있다. 선형 틀은 지면에 박은 두 개의 막대기 사이에 그물을 걸어둔 형태이며, 수집기를 제대로 고정시키기 위해 막대기의 꼭대기에 밧줄을 연결해 지면에 고정시킨다.
메쉬 그물은 물방울이 응축되는 곳이다. 그물은 얇은 선과 사이사이의 구멍으로 구성되어 있으며, 응축이 잘 일어나도록 화학물질로 코팅되어 있다. 돛그늘은 개발도상국에서도 근방에서 얻을 수 있어 메쉬 구조에 사용된다. 그물을 구성하는 선은 친수성, 소수성으로 코팅되어 있어 응축 현상을 촉진시킨다. 이러한 방식으로 대기 중에서 2%의 수분을 얻을 수 있다. 효율성은 그물을 구성하는 선의 굵기와 구멍의 크기가 줄어들수록 늘어난다. 제일 최적화가 잘 된 메쉬 그물은 사람의 머리카랏의 서너 배 정도의 크기의 스테인리스강 선과, 선의 두 배의 크기의 구멍으로 이루어져 있다. 그물은 물방울의 접촉각의 히스테리시스를 낮춰 더 작은 크기의 물방울들이 형성될 수 있도록 하는 화학물질로 코팅되어 있다. 이러한 종류의 그물은 공기 중의 수분의 10%를 모을 수 있다.
메쉬 그물 밑에는 물이 수집되는 작은 수로가 있다. 물은 수로를 통해 흘러 저장용기나 관개체계에서 저장, 활용된다. 안개수집기가 원형이라면 물은 그물의 밑바닥에 위치한 대야에 모이게 된다.

## 장단점

### 장점
어떤 환경에서건, 설령 지구상에서 제일 건조한 곳 중 하나인 아타카마 사막과 같은 극단적으로 건조한 환경에서라도 물을 모을 수 있다. 수집된 물은 지표수보다 마시기에 안전하다.안개수집은 에너지를 따로 투입해줄 필요가 없으며 그냥 가끔씩 그물을 솔로 청소하면 되기 때문에 유지보수가 간편하다. 개발도상국에서는 그물을 근방에서 구하기도 하는데, 그렇지 않으면 손상된 그물을 다시 구할 수 없어 방치할 수 밖에 없기 때문이다. 그물을 수리하는 데 전문적인 훈련이 필요하진 않다. 안개 수집기는 다른 대안에 비해 저렴하다.

### 단점
안개 그물은 지역적 기후와 지형에 따라 생산량이 제한되며 그 한계 이상으로 물을 생산할 수 없다. 생산량은 해마다 바뀌며 지역적 날씨와, 엘니뇨와 같은 지구적 기후의 변동에 영향을 받는다. 공기 중의 먼지, 새, 곤충 따위가 물을 오염시킬 수 있다. 수집된 수분은 그물에 곰팡이와 다른 독성을 띌 수 있는 미생물의 성장을 촉진시킬 수 있다.

## 참고 문서
- 공기 우물
- 대기 수분 포획기
- 구름씨뿌리기
- 안개 수집

## 참고 문헌
- Robert S. Schemenauer, Pilar Cereceda, A Proposed Standard Fog Collector for Use in High-Elevation Regions, Journal of Applied Meteorology, Volume 33, Issue 11 (November 1994) online[깨진 링크(과거 내용 찾기)]
- James O. Juvik and Dennis Nullet, Comments on “A Proposed Standard Fog Collector for Use in High-Elevation Regions”, Journal of Applied Meteorology, Volume 34, Issue 9 (September 1995) online[깨진 링크(과거 내용 찾기)]
- Maria Victoria Marzol Jaén, Fog water collection in a rural park in the Canary Islands (Spain), Atmospheric Research, Volume 64, Issues 1-4, September–October 2002, Pages 239-250